# Giải Grammy lần thứ 55
Giải Grammy lần thứ 55 được tổ chức vào ngày 10 / 2 / 2013 tại Trung tâm Staples, Los Angeles với người dẫn chương trình tiếp tục là LL Cool J.
- Giải Grammy lần thứ 55 sẽ có thêm ba hạng mục mới đó là ''Best Classical Compendium'', ''Best Latin Jazz Album'' và ''Best Urban Contemporary Album'', nâng tổng số giải thưởng lên 81 giải.
- Danh ca Bruce Springsteen sẽ nhận giải MusiCares Person of the Year vào ngày 8 tháng 2 tại đêm Gala.

## Trình diễn
| Tên nghệ sĩ                                                                                         | Tên bài hát |
| --------------------------------------------------------------------------------------------------- | --- |
| Taylor Swift                                                                                        | "We Are Never Ever Getting Back Together" (mở màn)                                                                      |
| Elton John Ed Sheeran                                                                               | "The A Team" |
| fun.                                                                                                | "Carry On" |
| Miranda Lambert Dierks Bentley                                                                      | "Over You" Home" |
| Miguel Wiz Khalifa                                                                                  | "Adorn" |
| Mumford & Sons                                                                                      | "I Will Wait" |
| Justin Timberlake Jay-Z                                                                             | "Suit & Tie" "Pusher Love Girl"                                                                                         |
| Maroon 5 Alicia Keys                                                                                | "Daylight" Girl on Fire"                                                                                                |
| Rihanna Mikky Ekko                                                                                  | "Stay" |
| Dr. John The Preservation Hall Jazz Band The Black Keys                                             | "Lonely Boy" |
| Kelly Clarkson                                                                                      | Tưởng nhớ đến Patti Page và tỏ lòng tôn kính đến Carole King "Tennessee Waltz" (You Make Me Feel Like) A Natural Woman" |
| Bruno Mars Rihanna Sting Damian Marley Ziggy Marley                                                 | Tưởng nhớ đến Bob Marley "Locked Out of Heaven" Walking on the Moon" Could You Be Loved"                                |
| The Lumineers                                                                                       | "Ho Hey" |
| Jack White Ruby Amanfu                                                                              | "Love Interruption" Freedom at 21"                                                                                      |
| Carrie Underwood                                                                                    | "Blown Away" Two Black Cadillacs"                                                                                       |
| Stanley Clarke Chick Corea Kenny Garrett                                                            | Tưởng nhớ đến Dave Brubeck "Take Five"                                                                                  |
| Zac Brown Brittany Howard Elton John Mumford & Sons Mavis Staples T Bone Burnett (musical director) | Tưởng nhớ đến Levon Helm "The Weight"                                                                                   |
| Juanes                                                                                              | "Your Song" |
| Frank Ocean                                                                                         | "Forrest Gump" |
| Travis Barker Chuck D LL Cool J Tom Morello DJ Z-Trip                                               | Tưởng nhớ đến Adam Yauch "Refuse To Lose" "No Sleep till Brooklyn"                                                      |

## Giải thưởng và đề cử
- Lưu ý:
  - Các giải chiến thắng được in đậm.
  - Danh sách chỉ liệt kê những hạng mục chính và quan trọng.
  - Nguồn:[7][8]

| Ghi âm của năm | Ca khúc của năm |
| --- | --- |
| - "Somebody That I Used to Know" - Gotye hợp tác với Kimbra - "Lonely Boys" - The Black Keys - "Stronger (What Doesn't Kill You)" - Kelly Clarkson - "We Are Young" - fun. hợp tác với Janelle Monáe - "We Are Never Ever Getting Back Together" - Taylor Swift - "Thinkin Bout You" - Frank Ocean | - "We Are Young" - fun. hợp tác với Janelle Monáe - "The A Team" - Ed Sheeran - "Adorn" - Miguel Pimentel - "Call Me Maybe" - Carly Rae Jepsen - "Stronger (What Doesn't Kill You)" - Kelly Clarkson                                                                                          |
| Album của năm | Nghệ sĩ mới xuất sắc nhất |
| - Babel - Mumford & Sons - El Camino - The Black Keys - Some Nights - fun. - Channel Orange - Frank Ocean - Blunderbuss - Jack White | - fun. - Alabama Shakes - Hunter Hayes - The Lumineers - Frank Ocean |
| Trình diễn pop đơn xuất sắc nhất | Trình diễn pop theo cặp xuất sắc nhất |
| - "Set Fire to the Rain" (trực tiếp) - Adele - "Stronger (What Doesn't Kill You)" - Kelly Clarkson - "Call Me Maybe" - Carly Rae Jepsen - "Wide Awake" - Katy Perry - "Where Have You Been" - Rihanna                                                                                              | - "Somebody That I Used to Know" - Gotye hợp tác với Kimbra - "Shake It Out" - Florence + The Machine - "Sexy and I Know It" - LMFAO - "We Are Young" - fun. hợp tác với Janelle Monáe - "Payphone" - Maroon 5 hợp tác với Wiz Kalifa                                                         |
| Album nhạc cụ pop xuất sắc nhất | Album giọng pop xuất sắc nhất |
| - Impressions - Chris Botti - 24/7 - Gerald Albright & Norman Brown - Four Hands & a Heart Volume One - Larry Carlton - Live at tBlue Note Tokyo - Dave Koz - Rumbadoodle - Arun Shenoy | - Stronger - Kelly Clarkson - Ceremonials - Florence + The Machine - Overexposed - Maroon 5 - Some Nights - fun. - The Truth About Love - Pink |
| Thu âm nhạc dance xuất sắc nhất | Album nhạc dance/điện tử xuất sắc nhất |
| - "Bangarang" - Skrillex - "Levels" - Avicii - "Let's Go" - Calvin Harris hợp tác với Ne-Yo - "Don't You Worry Child" - Swedish House Mafia hợp tác với John Martin - "I Can't Live Without You" - Al Walser                                                                                       | - Bangarang - Skrillex - Wonderland - Steve Aoki - Don't Think - The Chemical Brothers - > Album titles goes here < - Deadmau5 - Fire & Ice - Kaskade |
| Ca khúc rock xuất sắc nhất | Album rock xuất sắc nhất |
| - "Lonely Boy" - The Black Keys - "Freedom at 21" - Jack White - "I Will Wait" - Mumford & Sons - "Madness" - Muse - "We Take Care of Our Own" - Bruce Springsteen | - El Camino - The Black Keys - Mylo Xyloto - Coldplay - The 2nd Law - Muse - Wrecking Ball - Bruce Springsteen - Blunderbuss - Jack White |
| Ca khúc R&B xuất sắc nhất | Album R&B xuất sắc nhất |
| - "Adorn" - Miguel - "Beautiful Surprise" - Tamia - "Heart Attack" - Trey Songz - "Pray for Me" - Anthony Hamilton - "Refill" - Elle Varner | - Black Radio - Robert Glasper - Back to Love - Anthony Hamilton - Write Me Back - R. Kelly - Beautiful Surprise - Tamia - Open Invitation - Tyrese |
| Trình diễn rap xuất sắc nhất | Trình diễn rap/hát xuất sắc nhất |
| - "Niggas in Paris" - Jay-Z hợp tác với Kanye West - "HYFR (Hell Ya F*ckin' Right)" - Drake hợp tác với Lil Wayne - "Daughters" - Nas - "Mercy" - Kanye West hợp tác với Big Sean, Pusha T & 2 Chainz - "I Do" - Young Jeezy hợp tác với Jay-Z & André 3000                                        | - "No Church in the Wild" - Jay-Z & Kanye West hợp tác với Frank Ocean & The-Dream - "Wild Ones" - Flo Rida hợp tác với Sia - "Tonight (Best You Ever Had)" - John Legend hợp tác với Ludacris - "Cherry Wine" - Nas hợp tác với Amy Winehouse - "Talk That Talk" - Rihanna hợp tác với Jay-Z |
| Ca khúc rap xuất sắc nhất | Album rap xuất sắc nhất |
| - "Niggas in Paris" - Jay-Z & Kanye West - "Daughters" - Nas - "Lotus Flower Bomb" - Wale hợp tác với Miguel - "Mercy" - Kanye West hợp tác với Big Sean, Pusha T & 2 Chainz - "Young, Wild & Free" - Wiz Kalifa hợp tác với Snoop Dogg và Bruno Mars                                              | - Take Care - Drake - Food & Liquor II: The Great American Rap Album Pt. 1 - Lup Fiasco - Life Is Good - Nas - Undun - The Roots - God Forgives, I Don't - Rick Ross - Based on a T.R.U. Story - 2 Chainz                                                                                     |
| Trình diễn đồng quê đơn xuất sắc nhất | Trình diễn đồng quê theo nhóm xuất sắc nhất |
| - "Blown Away" - Carrie Underwood - "Home" - Dierks Bentley - "Springsteen" - Eric Church - "Cost of Livin'" - Ronnie Dunn - "Wanted" - Hunter Hayes - "Over" - Blake Shelton | - "Pontoon" – Little Big Town - "Even If It Breaks Your Heart" – Eli Young Band - "Safe & Sound" – Taylor Swift hợp tác với The Civil Wars - "On the Outskirts of Town" – The Time Jumpers - "I Just Come Here for the Music" – Don Williams hợp tác với Alison Krauss                        |
| Album alternative xuất sắc nhất | Album New Age xuất sắc nhất |
| - Making Mirrors – Gotye - The Idler Wheel Is Wiser Than the Driver of the Screw and Whipping Cords Will Serve You More Than Ropes Will Ever Do – Fiona Apple - Biophilia – Björk - Hurry Up, We're Dreaming – M83 - Bad as Me – Tom Waits                                                         | - Echoes of Love – Omar Akram - Live Ananda – Krishna Das - Bindu – Michael Brant DeMaria - Deep Alpha – Steven Halpern - Light Body – Peter Kater - Troubadours on the Rhine – Loreena McKennitt                                                                                             |